# Troféu HQ Mix de homenagem especial
Grande homenagem é uma das categorias do Troféu HQ Mix, premiação brasileira dedicada aos quadrinhos que é realizada pela Associação dos Cartunistas do Brasil (ACB) e pelo Instituto do Memorial das Artes Gráficas do Brasil (IMAG) desde 1989.

## História
A categoria "Homenagem especial" foi criada em 1992 para homenagear personalidades, instituições, eventos, obras ou quaisquer atividades ligadas ao quadrinho ou ao humor gráfico brasileiro. A escolha é feita por meio de uma comissão e de um júri especial. Em 2016, a categoria mudou seu nome para "Grande homenagem".

## Vencedores
| Ano  | Ganhador                                                                                                | Notas  |
| ---- | --- | ------ |
| 1992 | Editora D-Arte                                                                                          | [ 1 ]  |
| 1995 | O Vira-Lata (Paulo Garfunkel e Líbero Malavoglia / Paladinos de Onã)                                    | [ 1 ]  |
| 1997 | Jô Oliveira                                                                                             | [ 1 ]  |
| 1998 | Flávio Colin                                                                                            | [ 1 ]  |
| 1998 | 15 anos do Salão Internacional de Humor de Piracicaba                                                   | [ 1 ]  |
| 1999 | 30 anos de O Pasquim                                                                                    | [ 1 ]  |
| 1999 | 25 anos de Ota na Mad                                                                                   | [ 1 ]  |
| 2000 | Sonia Luyten                                                                                            | [ 3 ]  |
| 2001 | Álvaro de Moya, pelos 50 anos da primeira exposição de quadrinhos do mundo                              | [ 4 ]  |
| 2002 | Flávio Colin                                                                                            | [ 5 ]  |
| 2003 | Marisa Furtado, da Scriptorium, que realizou o documentário Profissão Cartunista - Henfil               | [ 6 ]  |
| 2003 | Ivan Consenza de Souza, filho de Henfil                                                                 | [ 6 ]  |
| 2004 | Ziraldo, pelos 50 anos de sua carreira                                                                  | [ 7 ]  |
| 2004 | Revista Balão, pelos 30 anos de seu lançamento                                                          | [ 7 ]  |
| 2005 | O Paulistano da Glória (Xalberto, Bira Câmara e Sian / editora Via Lettera)                             | [ 8 ]  |
| 2007 | Conceição Cahú                                                                                          | [ 9 ]  |
| 2008 | Ivan Reis, por ter sido eleito o melhor desenhista do ano pela edição norte-americana da revista Wizard | [ 10 ] |
| 2009 | Fábio Moon e Gabriel Bá                                                                                 | [ 11 ] |
| 2009 | Ziraldo                                                                                                 | [ 11 ] |
| 2010 | Maria Ivete Araújo (Zetti), pelos 30 anos no Salão Internacional de Humor de Piracicaba                 | [ 12 ] |
| 2011 | Bar Tutti Giorni, frequentado pelos artistas gráficos de Porto Alegre                                   | [ 13 ] |
| 2011 | Revista Ilustrar                                                                                        | [ 13 ] |
| 2012 | Mauro dos Prazeres                                                                                      | [ 14 ] |
| 2012 | Achados e Perdidos (Eduardo Damasceno, Luís Felipe Garrocho e Bruno Ito)                                | [ 14 ] |
| 2013 | Ao mestre com carinho: Rodolfo Zalla (Marcio Baraldi)                                                   | [ 15 ] |
| 2013 | Danilo Santos de Miranda                                                                                | [ 15 ] |
| 2013 | Os Zeróis (Ziraldo / editora Globo)                                                                     | [ 15 ] |
| 2014 | Memória Gráfica Brasileira – MGB                                                                        | [ 16 ] |
| 2015 | Lilian Mitsunaga                                                                                        | [ 17 ] |
| 2016 | Alice Takeda (diretora de arte dos Estúdios Mauricio de Sousa)                                          | [ 2 ]  |
| 2017 | 10 anos do Guia dos Quadrinhos                                                                          | [ 18 ] |
| 2018 | Douglas Quinta Reis                                                                                     | [ 19 ] |
| 2018 | Sonia Luyten                                                                                            | [ 19 ] |
| 2019 | Aline Lemos, pelo livro Artistas Brasileiras                                                            | [ 20 ] |
| 2019 | Edra, pelo livro Ao Mestre Com Carinho - Ziraldo 85 no traço de 85 talentosos Cartunistas               | [ 20 ] |
| 2020 | Cada Passo Importa Sarepta Farmacêutica e Mauricio de Sousa Produções                                   | [ 21 ] |
| 2020 | Ivan Freitas da Costa                                                                                   |        |
| 2020 | 20 anos do Universo HQ                                                                                  |        |
| 2021 | Serginho Groisman                                                                                       | [ 22 ] |
| 2021 | Mina de HQ                                                                                              | [ 22 ] |
| 2022 | Sonia Luyten: 50 anos de carreira                                                                       | [ 23 ] |
| 2023 | 50 anos do Salão Mackenzie de Humor e Quadrinhos                                                        | [ 24 ] |
| 2023 | Mônica 60 anos                                                                                          |        |